# Mesquer
Mesquer (bret. Mesker, gallo Messqér) – miejscowość i gmina we Francji, w regionie Kraj Loary, w departamencie Loara Atlantycka.
Według danych na rok 2010 gminę zamieszkiwało 1727 osób, a gęstość zaludnienia wynosiła 103 osoby/km².